# 종양괴사인자 알파
종양괴사인자-α(영어: tumor necrosis factor-α, TNF-α)는 염증반응에 포함되고 급성기 반응(acute-phase protein)의 구성원인 사이토카인(cytokine)이다. TNF-α는 주로 활성화된 대식세포에 의해 분비되는데, 보조 T 세포, 자연살해세포, 그리고 손상된 뉴런 등의 다양한 세포에서도 분비된다.
TNF-α의 가장 중요한 역할은 면역 세포의 조절이다. TNF-α는 체내 발열원으로써, 열이 나게 유도하거나, 세포 자살을 유도하거나, IL-1과 IL-6의 생산을 통해 패혈증을 유발하거나, 악액질을 유도하거나, 감염을 유발하며 종양생성과 바이러스 복제를 억제하는 능력을 갖는다. TNF-α의 비정상적인 조절은 알츠하이머 병, 암, 우울증, 그리고 염증성 장질환(IBD) 등 다양한 인간의 질병에서 나타난다. 아직 논란이 있긴 하지만, 우울증과 IBD에 대한 연구는 현재 TNF-α 수준에서 연구가 되고 있다. 재조합 TNF-α는 국제일반명(INN) tasonermin으로 면역 자극제로 사용되고 있다.

## 명칭의 논란
최근 논문들에서 TNF-α를 단순히 TNF라고 불러야 한다는 논쟁이 일어나고 있는데, 왜냐하면 림프독소(lymphotoxin)가 더 이상 TNF-β라고 불리지 않기 때문이다. 

## 같이 보기
- 대사증후군(metabolic syndrome)
- 인슐린저항성(insulin resistance)